# Citoyen d'honneur des États-Unis
Pour les articles homonymes, voir Citoyen d'honneur.

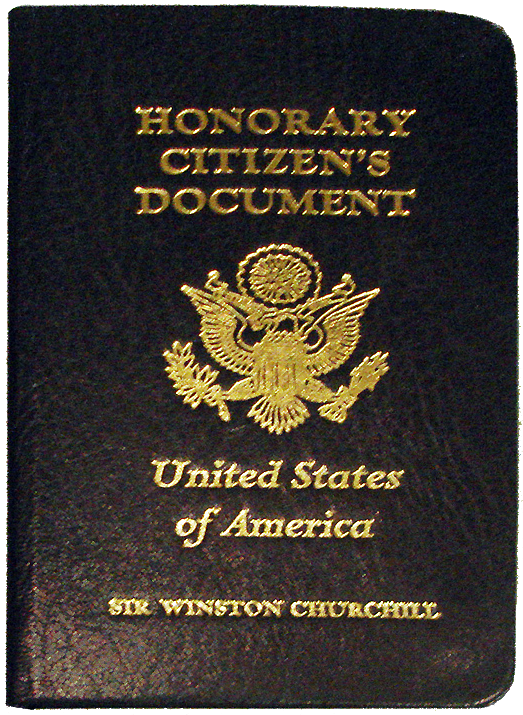
Le passeport de citoyen d'honneur de Sir Winston Churchill.

Un citoyen d'honneur des États-Unis est un titre décerné, à la demande du Congrès par le président des États-Unis, à une personnalité étrangère. Cette attribution est symbolique et elle ne requiert aucun serment de la personne concernée, ni n'accorde de droit ou privilège particuliers. Elle ne donne notamment pas d'accès automatique au territoire américain.

## Liste des citoyens d'honneur des États-Unis
C'est un privilège exceptionnel qui n'a été décerné jusqu'ici que huit fois, dont six à titre posthume :
- 1963 : Winston Churchill (1874-1965), ancien Premier ministre du Royaume-Uni, de son vivant.
- 1981 : Raoul Wallenberg (1912-1947/1952)[note 1], diplomate suédois qui aida à sauver de l'extermination par les nazis durant la Seconde Guerre mondiale quelque vingt mille juifs hongrois[1], à titre posthume.
- 1984 : William Penn (1644-1718), fondateur de la Pennsylvanie, à titre posthume.
- 1984 : Hannah Callowhill Penn (1671-1726), sa seconde femme, administratrice de la Pennsylvanie, à titre posthume.
- 1996 : Anjezë Gonxhe Bojaxhiu, dite Mère Teresa (1910-1997), religieuse indienne d'origine albanaise, bienfaitrice des bidonvilles de Calcutta, de son vivant.
- 2002 : Gilbert du Motier de La Fayette (1757-1834), héros français de la guerre d'indépendance des États-Unis, déjà citoyen du Maryland depuis 1784, et donc légalement citoyen des États-Unis. Après l'achat de la Louisiane en 1803, le président Thomas Jefferson lui avait écrit : « J'aurais bien sincèrement souhaité que vous eussiez été sur les lieux, afin que nous eussions pu réclamer vos services comme gouverneur »[2]. À titre posthume.
- 2009 : Kazimierz Pułaski (1745-1779), héros polonais de la guerre d'indépendance des États-Unis, surnommé « le père de la cavalerie américaine », à titre posthume.
- 2014 : Bernardo de Gálvez (1746-1786), général des armées espagnoles en Amérique du Nord, gouverneur de la Louisiane. Ses victoires contre les troupes coloniales britanniques entre 1779 et 1782 gardèrent les États-Unis d'un encerclement par le sud et contribuèrent de façon cruciale à leur succès dans la guerre d'indépendance, à titre posthume.

Cette proclamation de citoyenneté honorifique ne doit pas être confondue avec la procédure qui permet dans certains cas exceptionnels au Congrès et au Président d'accorder la citoyenneté « ordinaire » des États-Unis par décret dans des cas individuels (Private bill).